# Francis Leggatt Chantrey
Francis Leggatt Chantrey (7. dubna 1781 – 25. října 1841) byl anglický sochař georgiánské éry, který určil, že všechen jeho majetek připadne po smrti ženy Akademii umění, aby ho využila na nákup uměleckých děl.

## Život
Narodil se v Nortonu blízko Sheffieldu (v době, kdy to byla ještě část Derbyshiru), kde měl jeho otec, tesař, malou farmu. Bylo mu teprve dvanáct let, když jeho otec zemřel a jeho matka se znovu vdala. V patnácti letech pracoval u hokynáře v Sheffieldu, když byl zaujat řezbářstvím a požádal o to, aby se stal řezbářským učněm. Začal se tedy učit u pana Ramsayho, sheffieldského řezbáře a zlatiče. Jeho umělecké nadání objevil kreslič a rytec John Raphael Smith, jenž mu poté dával hodiny kreslení. Roku 1802 zaplatil Chantrey 50 liber, aby se vykoupil z učňovského místa u Ramsayho, a okamžitě si v Sheffieldu založil studio, ve kterém maloval portréty. Měl slušné příjmy, a tak si našetřil dost peněz na to, aby se přestěhoval do Londýna.
Získal práci na pozici řezbářského asistenta, ale současně si přivydělával malováním portrétů, vytvářením bust a modelováním z hlíny. Odcestoval do Dublinu, kde vážně onemocněl a ztratil všechny vlasy. Poté se vrátil do Londýna a od roku 1804 v Akademii umění vystavoval své obrazy. Ovšem v roce 1807 se rozhodl zaměřit více na oblast sochařství. Jeho první obrazotvorné dílo byl model satanovy hlavy, která byla v Akademii vystavena roku 1808. Pak vytvořil pro Greenwichskou nemocnici obrovské busty admirálů Duncana, Howea, Vincenta a Nelsona. Jeho reputace rapidně vzrostla a další zakázkou byla busta Johna Hornea Tookea, za níž získal odměnu v hodnotě dvou tisíců liber.
Od té chvíle byl téměř stále zaměstnán dobře placenými zakázkami. Roku 1808 se stal členem Akademie umění, také obdržel tituly magistr umění z Cambridge a doktor občanského práva z Oxfordu, a o rok později navštívil Itálii, kde se seznámil s nejvýznamnějšími sochaři Říma a Florencie. V roce 1835 byl povýšen do rytířského stavu. Zemřel roku 1841 a byl pohřben ve své rodné vesnici, v hrobce, kterou si sám vytvořil.

## Dílo
Chantreyho dílo je velmi rozsáhlé. Zde je přehled některých jeho soch: George Washington ve státním domě v Bostonu, Jiří III. v Guildhall v Londýně, Jiří IV. v Brightonu, William Pitt (mladší) na Hanover Square v Londýně, James Watt ve Westminsterském opatství a v Glasgow, William Roscoe a George Canning v Liverpoolu, John Dalton na manchesterské radnici nebo busta Williama Murdocha v Kostele panny Marie v Handsworthu. Z jezdeckých soch jsou nejslavnější Thomas Munro v Kalkatě, vévoda z Wellingtonu před Královskou burzou a Jiří IV. na Trafalgar Square. Také mnoho monumentů v Katedrále svatého Pavla vytvořil Chantrey. Nejlépe hodnocené jsou však Chantreyho busty a zobrazení dětí. Socha Spící děti, zobrazující dvě sestry, zdobí Lichfieldskou katedrálu. V Derbském muzeu se nachází neobvyklá busta vynálezce Williama Strutta.

## Dědictví
Podle závěti z 31. prosince 1840 odkázal bezdětný Chantrey všechen svůj majetek (až na několik určitých věcí) po smrti nebo druhém sňatku své ženy Královské akademii věd (nebo, v případě jejího zániku, společnosti, která ji nahradí). Majetek měl být využit k nákupu obrazů a soch vysoké kvality. Roku 1875 zemřela Chantreyho žena a o dva roky později byl kapitál přístupný pro nákup uměleckých kusů. Do roku 1905 bylo nakoupeno 203 děl (z toho 187 obrazů a 16 soch) v ceně téměř 68 000 liber.